# Brayelin Martínez
Brayelin Martínez, född 11 september 1996, är en  volleybollspelare (vänsterspiker).
Martínez spelar i Dominikanska republikens landslag och vann med dem  nordamerikanska mästerskapet 2019, där hon själv utsågs till mest värdefulla spelare. Hon har även spelat med landslaget vid VM 2022. Hon har spelat med ett stort antal klubbar i Dominikanska republiken, Italien, Turkiet och Brasilien. 
Martínez kommer från en framgångsrik sportfamilj. Hennes syster Jineiry spelar också i damvolleybollandslaget, medan hennes bror Bryan,spelar professionell basket.